# Józef Bohdan Zaleski

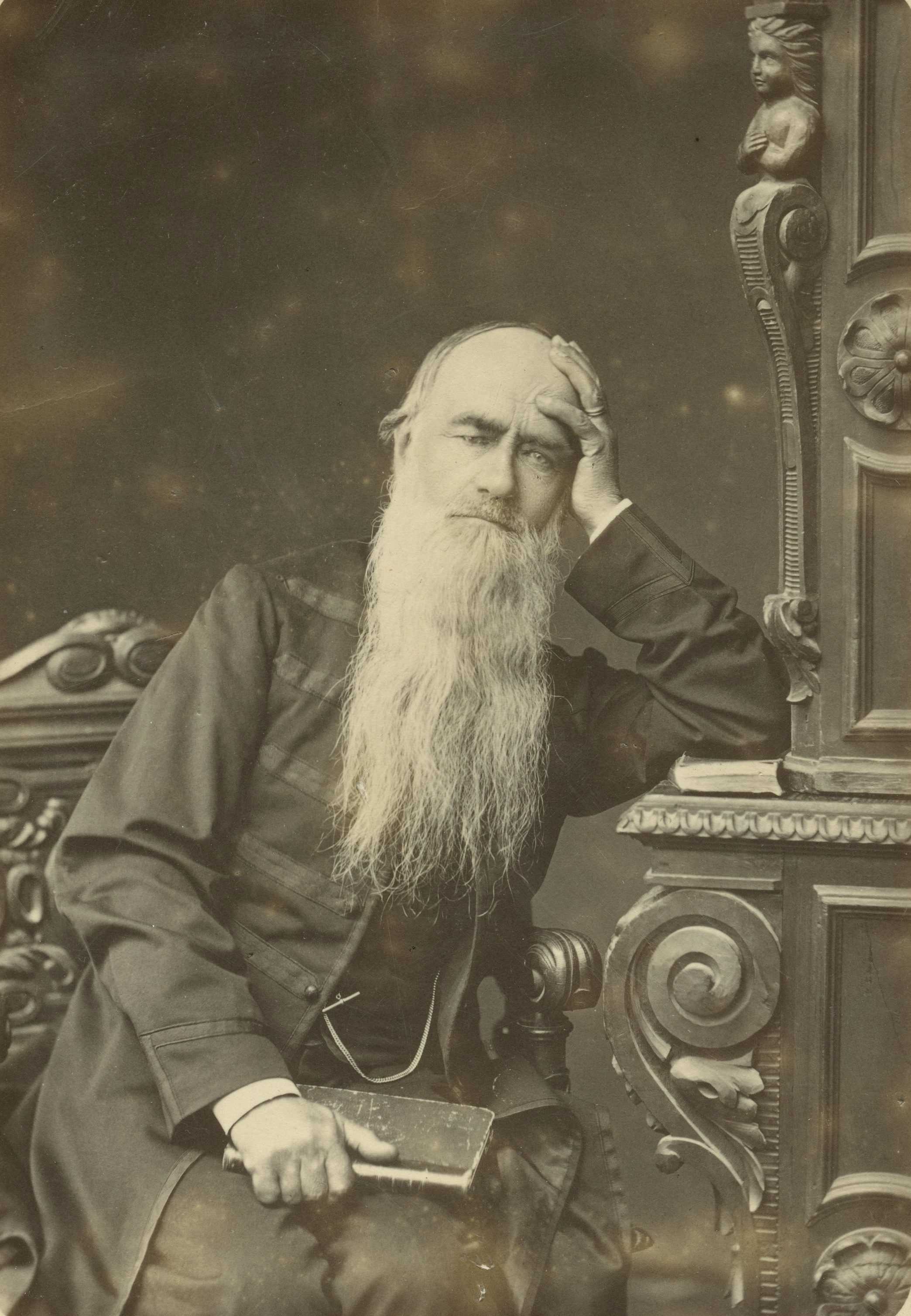
Józef Bohdan Zaleski

Józef Bohdan Zaleski (sinh ngày 14 tháng 2 năm 1802 tại Bohatyrka, Kiev guberniya – mất ngày 31 tháng 3 năm 1886 tại Villepreux, lân cận Paris) là một nhà thơ theo chủ nghĩa lãng mạn người Ba Lan. Ông là bạn của Adam Mickiewicz và là người sáng lập nên "trường phái thơ Ukraine."

## Tiểu sử
Józef Bohdan Zaleski là thành viên của một tổ chức yêu nước bí mật mang tên Związek Wolnych Polaków (1821). Ông cũng tham gia cuộc Khởi nghĩa Tháng Mười Một (1830–1831). Józef Bohdan Zaleski cùng Mickiewicz đồng sáng lập hội tôn giáo Towarzystwo Braci Zjednoczonych. Ông còn đồng biên tập tạp chí Nowa Polska.

## Tác phẩm tiêu biểu
Józef Bohdan Zaleski gắn liền với chủ nghĩa văn học lãng mạn và chủ nghĩa tình cảm. Ông là tác giả của những bản duma lịch sử nổi tiếng, ca từ trữ tình được lấy cảm hứng từ thơ ca dân gian, thơ tôn giáo và các bài thơ cách ngôn.
Duma
- Dumka hetmana Kosińskiego (Dumka of Hetman Kosiński, 1823)
- Dumka Mazepy (Mazepa's Dumka)
- Czajki

Thơ và ca từ
- Duch od stepu (The Spirit from the Steppe, 1841)
- Jamby (Iambs)
- Przenajświętsza Rodzina (The Most Holy Family, 1839)
- Pyłki (Dust)
- Rojenia wiośniane
- Rusałki (1829)
- Śliczny chłopiec
- Śpiew poety (1823)
- Tędy, tędy leciał ptaszek
- Duch od stepu (The Spirit from the Steppe, 1841)

Tuyển tập
- Pisma zbiorowe (Collected Writings, tập 1–4, 1877)
- Dzieła pośmiertne (Posthumous Works, tập 1–2, 1891)
- Korespondencja (Correspondence, tập 1–5, 1900–04)